# 宇田満里子
宇田 満里子（うだ まりこ）は、日本のフリーアナウンサー、タレント。武庫川女子大学卒業。
元大阪テレビタレントビューロー (TTB) 所属。2018年4月よりオフィスキイワード所属。身長158cm。

## 人物
趣味：柔道観戦、野球観戦、居酒屋巡り、温泉、カラオケ
特技：子供と仲良くなること。

## 出演

### 現在の出演
- 「Kiss デンタルヘルスリポート」サウンドクルー（kiss KOBE）
- 「テレビドクターズ」リポーター（BANBAN-TV）
- 「朝スパ」水曜アシスタント
- 「ウキウキ♪バンビーナ」水曜（BANBAN-R）

### 過去の出演
- 「堀江政生のほりナビ」レギュラーアシスタント
- 「堀江政生のほりほりラジオ」レギュラーアシスタント
- 「堀江政生のフォルテシモでいこう!」レギュラーアシスタント（ABC‐R）
- 「Viva la radio」リポーター（Kiss FM）
- 「輝け！キッズアスリート」（みやびじょん）
- 「Enjoy　Bouldering」ナレーター（スカイA）
- 「きのくに21」レギュラーリポーター（TV和歌山）
- 「にじいろたまご『なかよしこよし』」レギュラー
- 「テレビクーポンポン」レギュラーアシスタント
- 「ちゃいむ」レギュラーリポーター（BANBAN‐TV）
- 「寺谷一紀と!い・しょく・じゅう!」マンスリーアシスタント
- 「ラジオカー中継」レギュラーリポーター（ラジオ関西）
- 「あいらぶon Time」リポーター	（OHK）
- 「SPARKLE FRIDAY」レギュラーリポーター
- 「KOKO⇒DOKO?」レギュラーリポーター（KissFM）
- 「クライミングラボ」ナレーター
- 「ボルダリングってなんだ」ナレーター（スカイA）
- 「森谷威夫のお世話になります!!」ラジオカーレギュラー（KBS-R)
- 「高校野球大阪大会ダイジェスト」（J:COM大阪)[1]
- 「歴史街道」（2019年11月前半、洛西ケーブルビジョン制作）[2]

## イベント
- 「天満音楽祭2019」[3]